# Res extensa

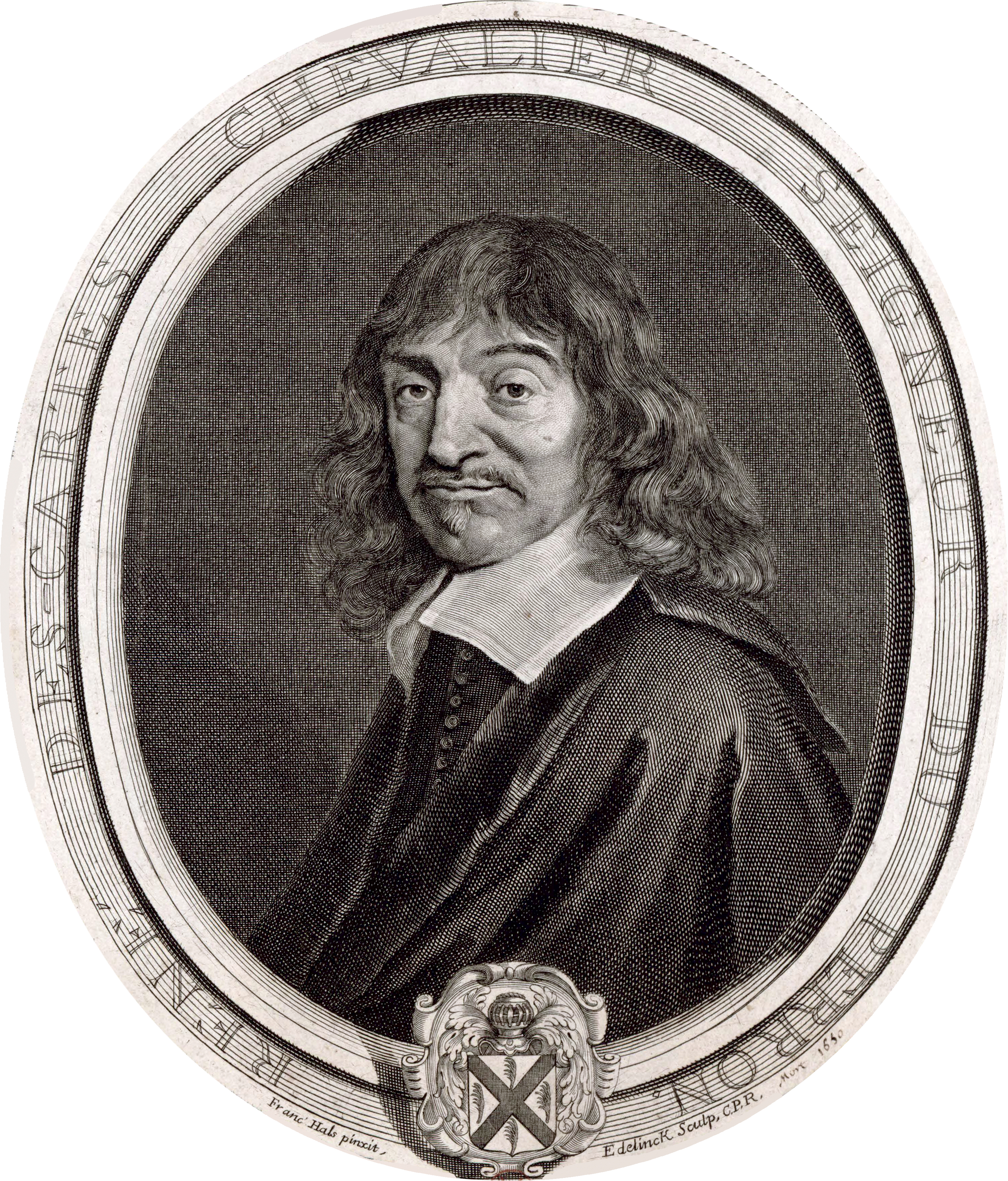
Portrait de René Descartes.

La res extensa est l'une des trois substances décrites par René Descartes dans son ontologie avec la res cogitans l'(ontologie cartésienne est ainsi souvent désignée comme un dualisme radical)  et Dieu. Traduit du latin, res extensa signifie « chose étendue ». Descartes le traduit souvent par « substance corporelle ». Dans l'ontologie substance–attribut–mode de Descartes, l'étendue est l'attribut principal de la substance corporelle.
Cette théorie s'inscrit dans celle, plus large, des distinctions ontologiques classiques des rationalistes modernes entre la substance, l'attribut et le mode, qu'illustre la différence entre la chose étendue, l'étendue elle-même et les corps étendus (règle XIV des Règles pour la direction de l'esprit), et que résume la formule : « l'étendue occupe un lieu, un corps a une étendue, [mais] l'étendue n'est pas un corps ».
L'extension ou étendue, pour le Descartes de la maturité, est l'attribut principal ou essentiel des corps, elle constitue à elle seule la nature ou essence des choses matérielles, mais elle n'est pas le corps.
Descartes décrit un morceau de cire dans la deuxième Méditation métaphysique (voir argument de la cire (en)). Un morceau de cire possède certaines qualités sensorielles. Toutefois, lorsque la cire est fondue, elle perd toute qualité apparente unique qu'elle avait sous sa forme solide. Pourtant, Descartes reconnaît dans la substance fondue l'idée de cire.

## La représentation du monde liée à lares extensa
Pour Descartes, seul l'être humain et Dieu sont détenteurs d'esprit. Le reste de la nature matérielle, définie par la notion de « chose étendue », est dépourvu d'esprit, et n'est défini que par ses mesures physiques, ses dimensions quantifiables, et la position que ses objets occupent dans l'espace (le repère cartésien). L'homme, connaissant la nature selon ces propriétés, pourra en saisir les mécanismes selon des lois mathématiques. Il s'agit d'une représentation de la nature correspondant à une machine, dans le cadre d'une philosophie mécaniste. Lorsque l'on comprend les mécanismes de la nature, on peut s'approprier ce projet de reconstruction de la nature par la méthode scientifique, et les hommes peuvent se rendre « comme maîtres et possesseurs de la nature ». Selon le théologien Fabien Revol, qui commente l'encyclique Laudato si' du pape François, c'est cette représentation du monde et de l'homme en son sein qui constitue la racine de la crise écologique que nous traversons, car elle suppose une disponibilité infinie des biens de la planète. Elle est contraire à la foi chrétienne.

## Source de la traduction
- (en) Cet article est partiellement ou en totalité issu de l’article de Wikipédia en anglais intitulé « Res extensa » (voir la liste des auteurs).